# Ginjinha

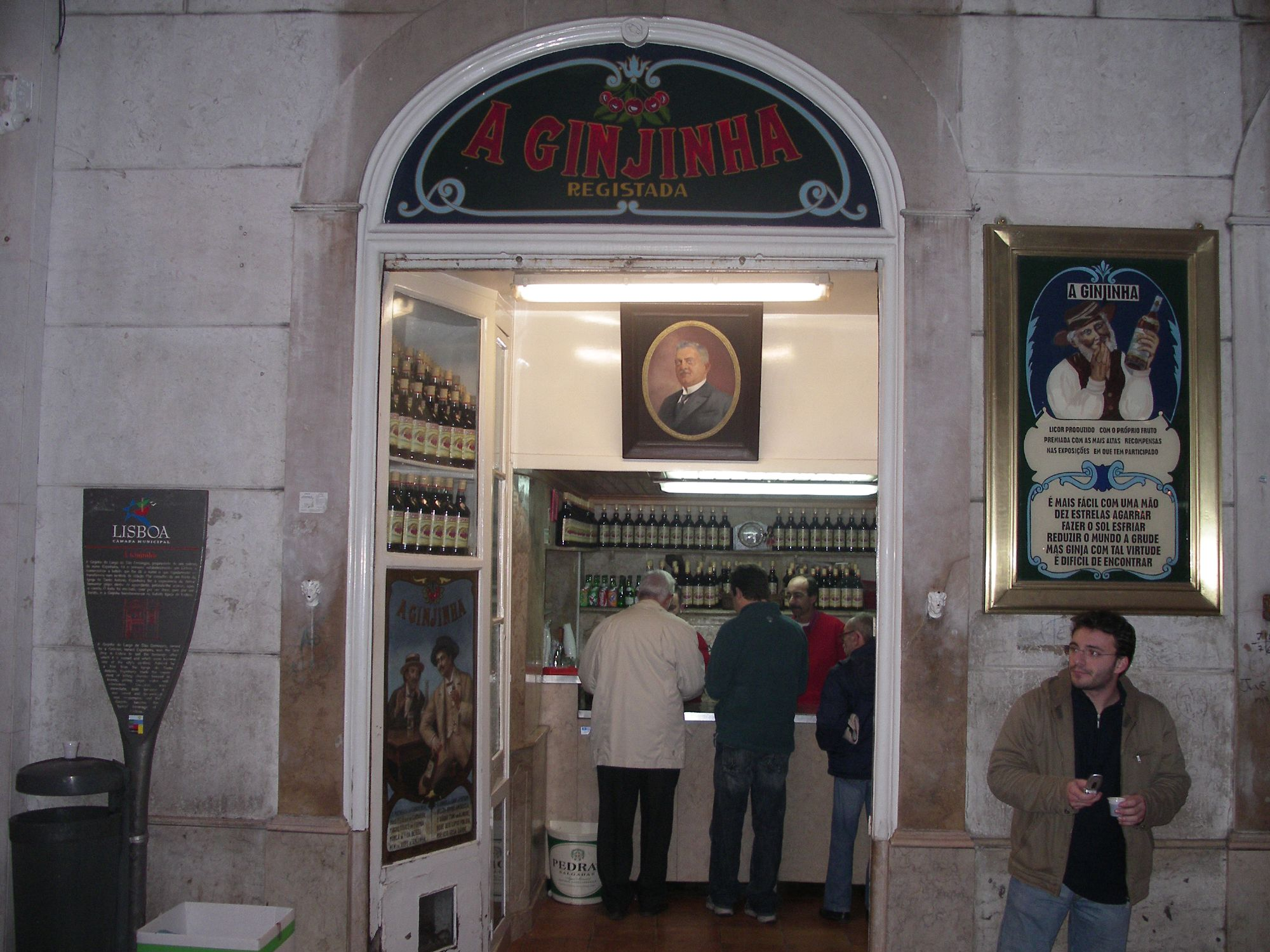
Bar „A Ginjinha“ in Lissabon

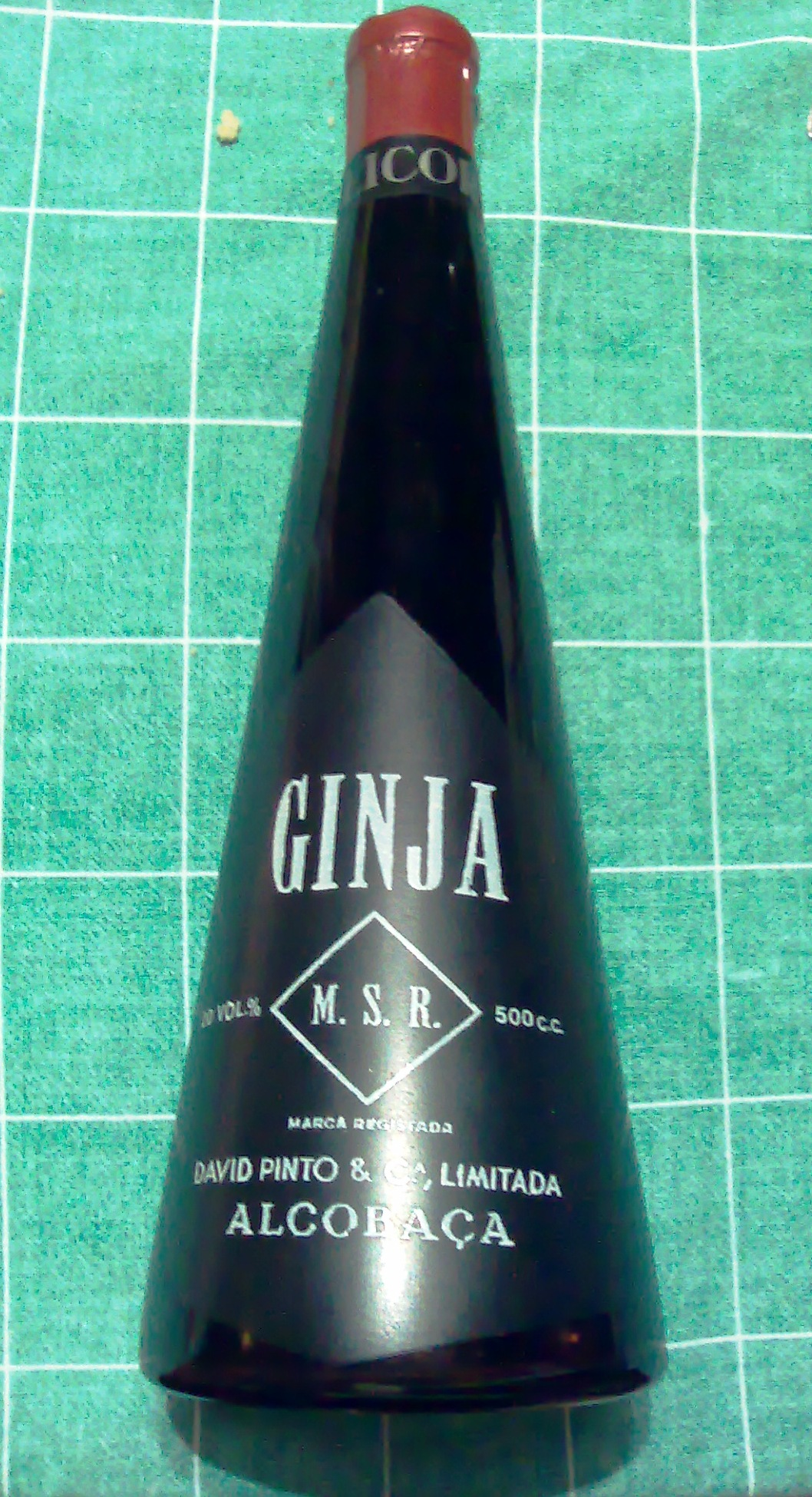
Ginja-Flasche aus Alcobaça

Ginjinha oder Ginja ist ein portugiesischer Likör mit 17–20 % Alkohol, der aus Sauerkirschen hergestellt wird. Erst nach zwei Monaten Mazeration hat er seine gewünschte Farbe und den charakteristischen Geschmack angenommen. Ginjinha wird, wahlweise mit oder ohne die eingelegten Kirschen, in Schnapsgläsern ausgeschenkt. Die Kirschkerne spuckt man nach dem Verzehr traditionsgemäß auf den Boden.
Seinen Ursprung hat der Ginjinha in Lissabon, genauer in der Bar „A Ginjinha“, am Largo de São Domingos. In dieser Stehbar wird seit 150 Jahren nur Ginjinha ausgeschenkt, der bei Touristen und Einwohnern Lissabons großen Anklang findet.
Ginjinha portuguesa gehört zu den Likören mit in der EG geschützter Herkunftsbezeichnung.